# Dubbeldekstram

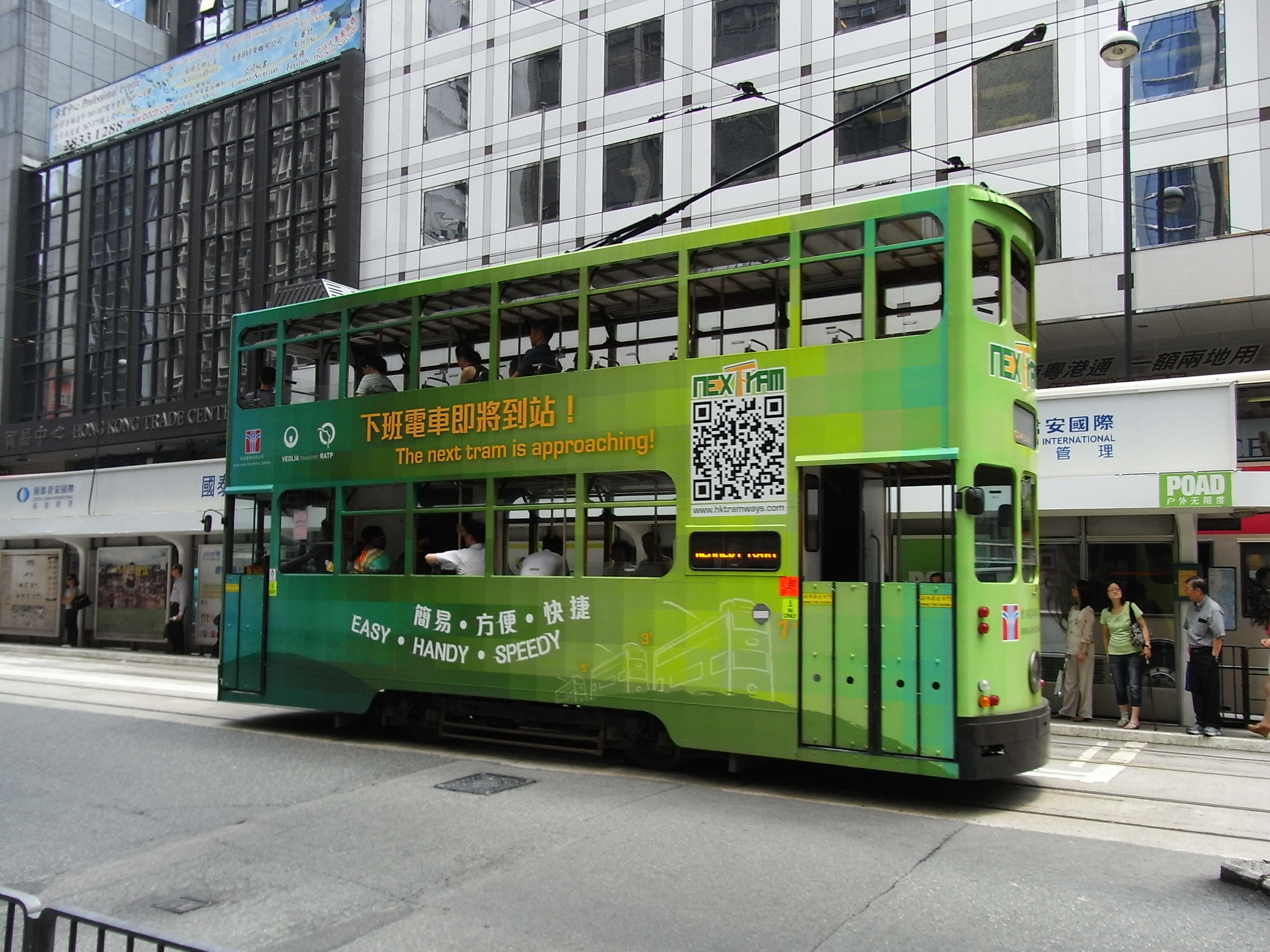
Een dubbeldekstram in Hongkong.

Een dubbeldekstram is een tram met twee boven elkaar geplaatste reizigerscompartimenten. De eerste dubbeldekstrams, alle nog paardentrams, hadden onder een afgesloten compartiment en boven een open dek. De trap naar boven bevond zich vaak naast de trambestuurder. Soms was er nog een extra trap aan de achterzijde. Vanaf de jaren 1920 kwamen de elektrische dubbeldekstrams met gesloten bovenverdiepingen op. De trambestuurder zit te allen tijde op de benedenverdieping.

## Steden met dubbeldekstrams
Dubbeldekstrams rijden nog in vijf steden diensten: Alexandrië (Egypte), Blackpool (Engeland), Oranjestad (Aruba), Dubai (Verenigde Arabische Emiraten) (buiten gebruik) en Hongkong (Volksrepubliek China). In Hongkong rijden sinds 1904 trams, de eerste dubbeldekkers reden er in 1912. Het gehele trambedrijf bestaat uit 163 dubbeldekstrams. Deze 163 voertuigen vormen samen de grootste vloot aan dubbeldekstrams ter wereld. In 2010 bracht het bedrijf zelf een gerenoveerde tram met een nieuw ontworpen carrosserie op het spoor.
Ook Alexandrië in Egypte heeft dubbeldekstrams. Het vervoersbedrijf aldaar heeft zes dubbeldekkers in dienst die allemaal blauw met grijs zijn. Verschil met de trams in Hongkong is dat deze trams geen pantograaf, of andere vorm van stroomafnemer hebben, want de wagon achter de dubbeldekker is hiervan voorzien en duwt, of trekt, daarmee de dubbeldekker voort.
In Blackpool rijden ook dubbeldekstrams, deze trams rijden echter niet het hele jaar door. Zij zijn daar vooral bedoeld voor de toeristen en rijden dan ook vooral gedurende de zomer. In 2011 zijn deze trams gaan rijden naast nieuw geleverde lagevloertrams en zijn zo minder vaak op het spoor te zien.
In zowel Dubai als Oranjestad gaat het om nieuw gebouwde trams bedoeld voor toeristen. De beide steden hebben trams met een open top en een klassiek uiterlijk.

## Voorbeelden
Dienstdoende trams:

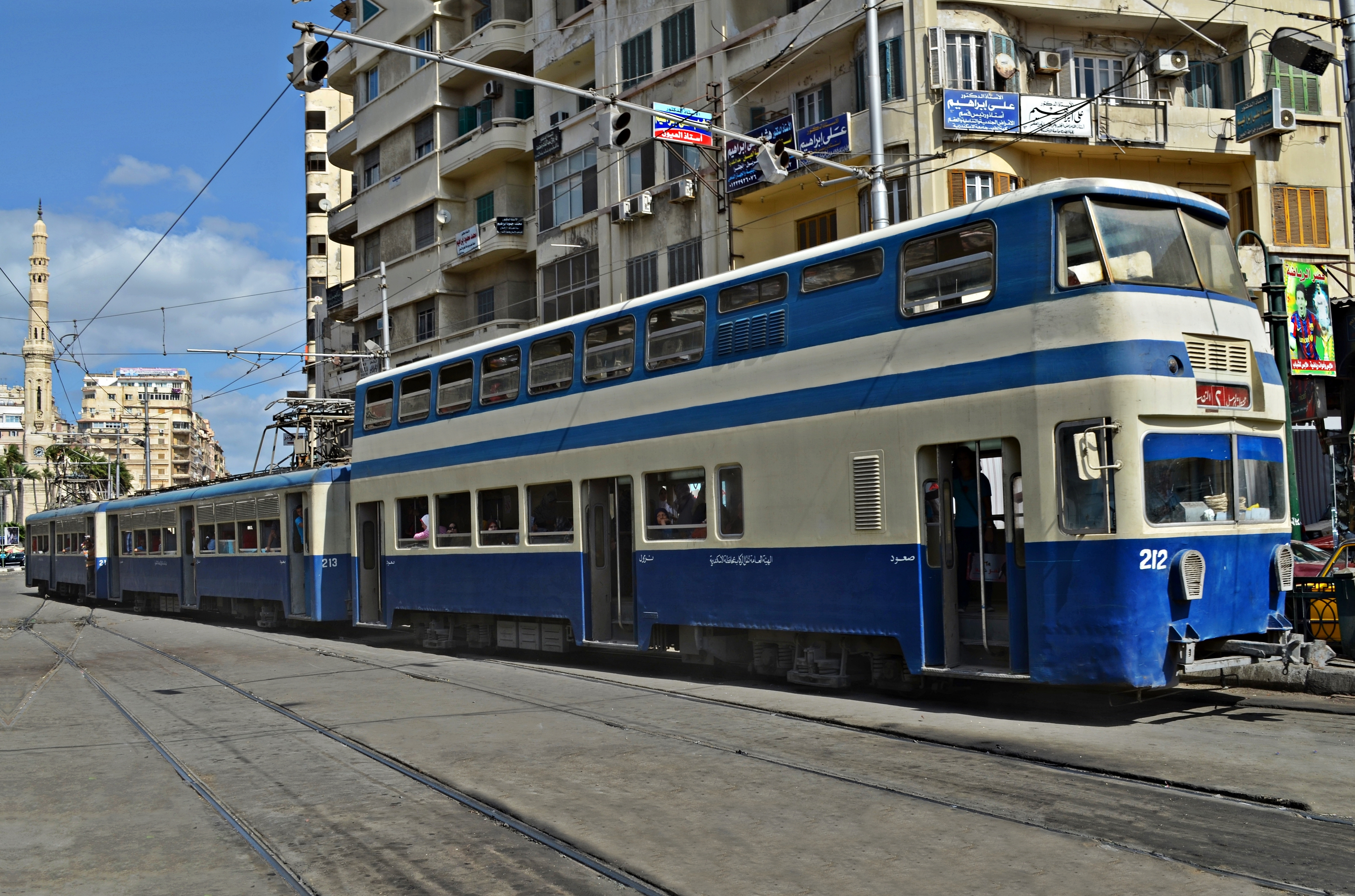
Blauwe tram, deels dubbeldeks en deels meerdere wagons, in Alexandrië
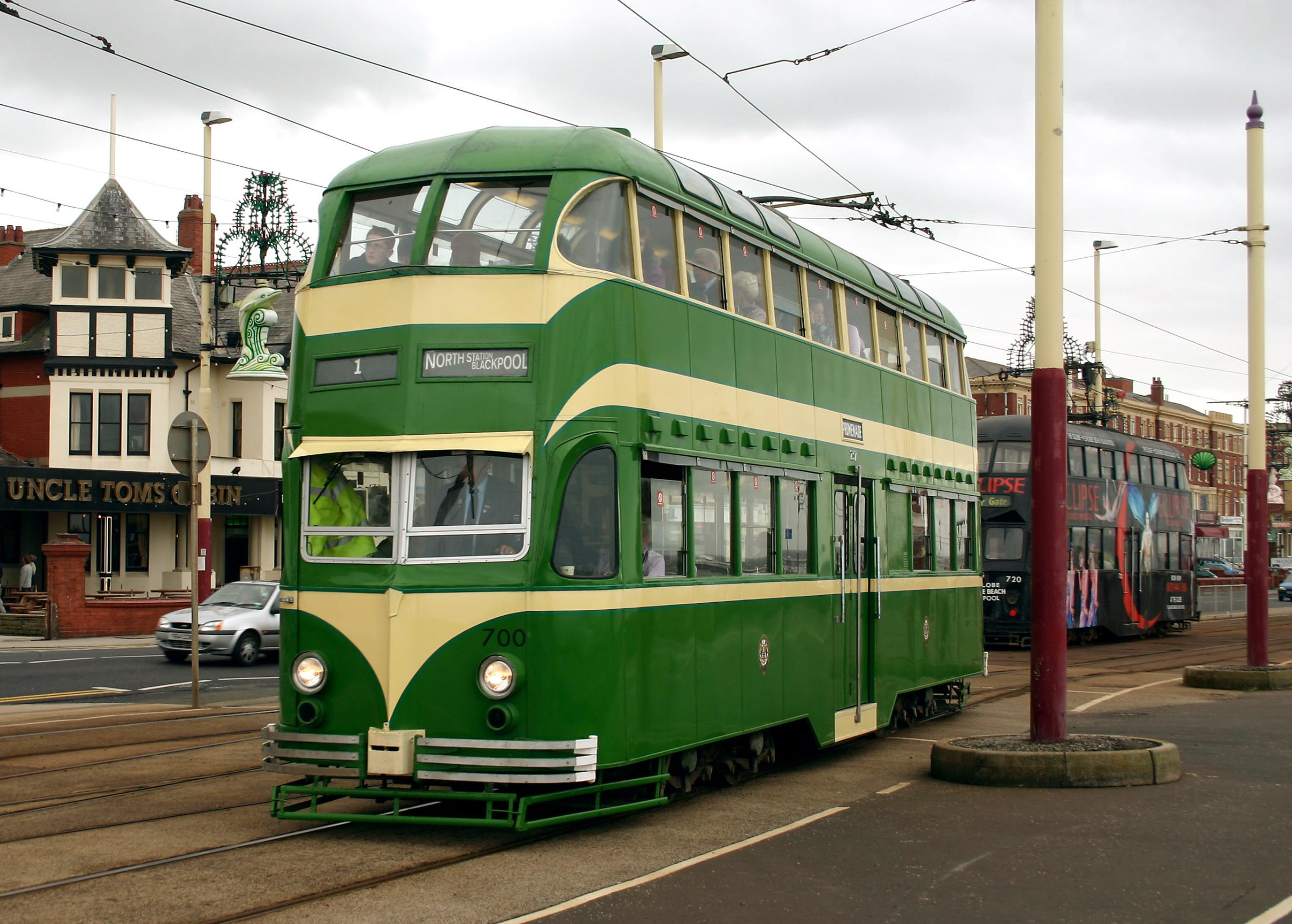
Dubbeldekstrams in Blackpool
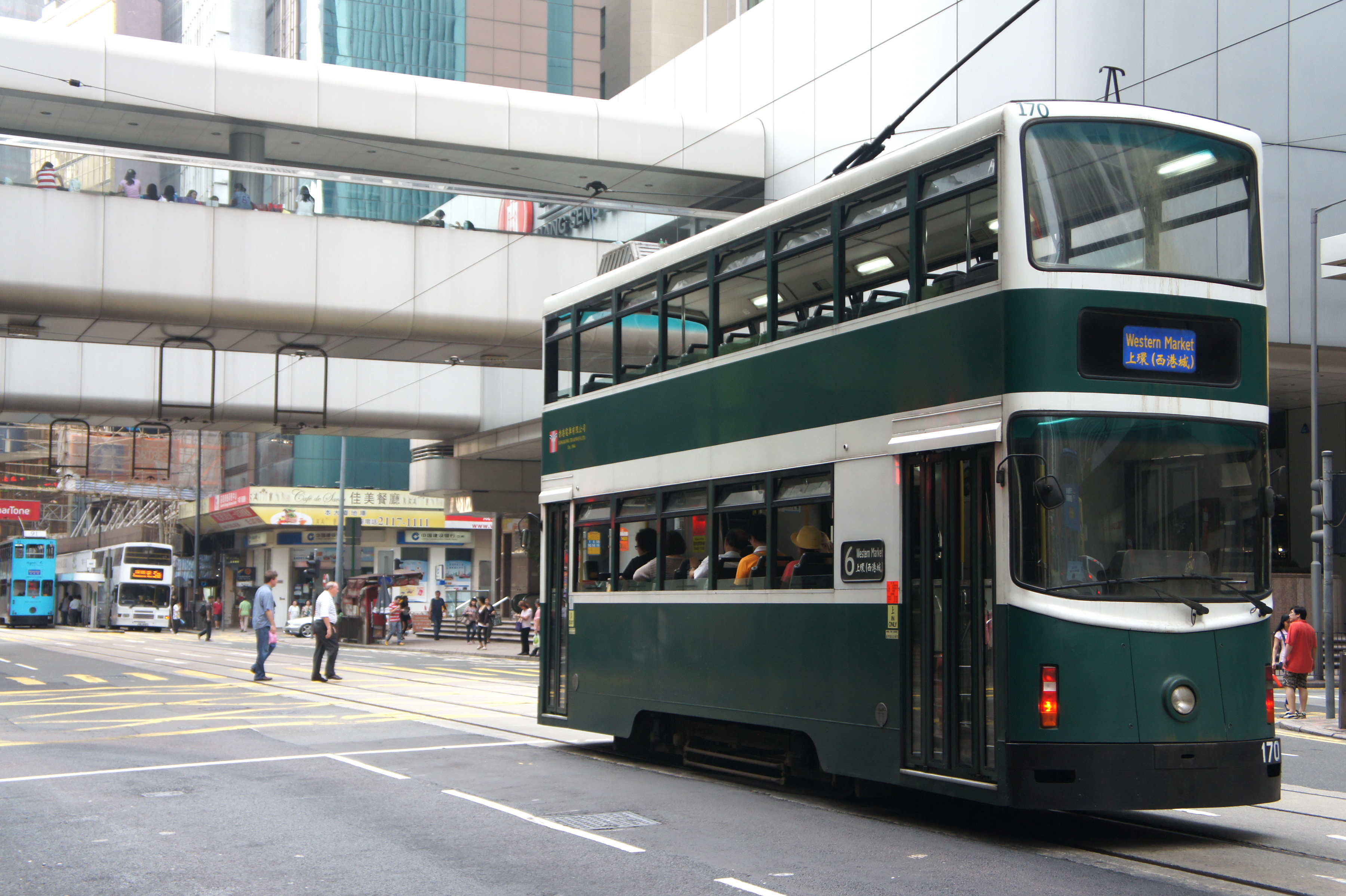
Tram 170 in Hongkong, de meest recente uitvoering.
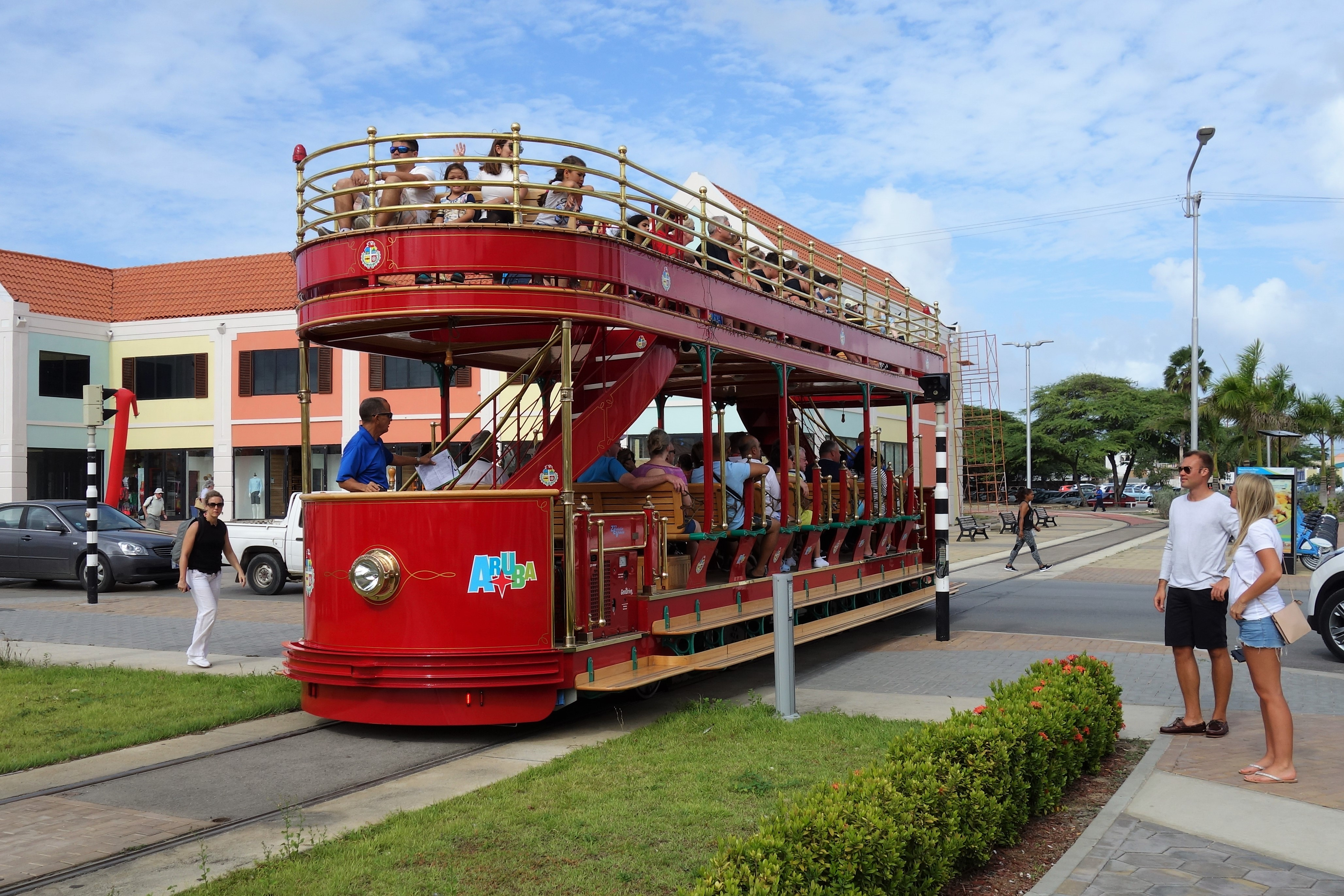
Dubbeldekstram in Oranjestad

Historische trams:

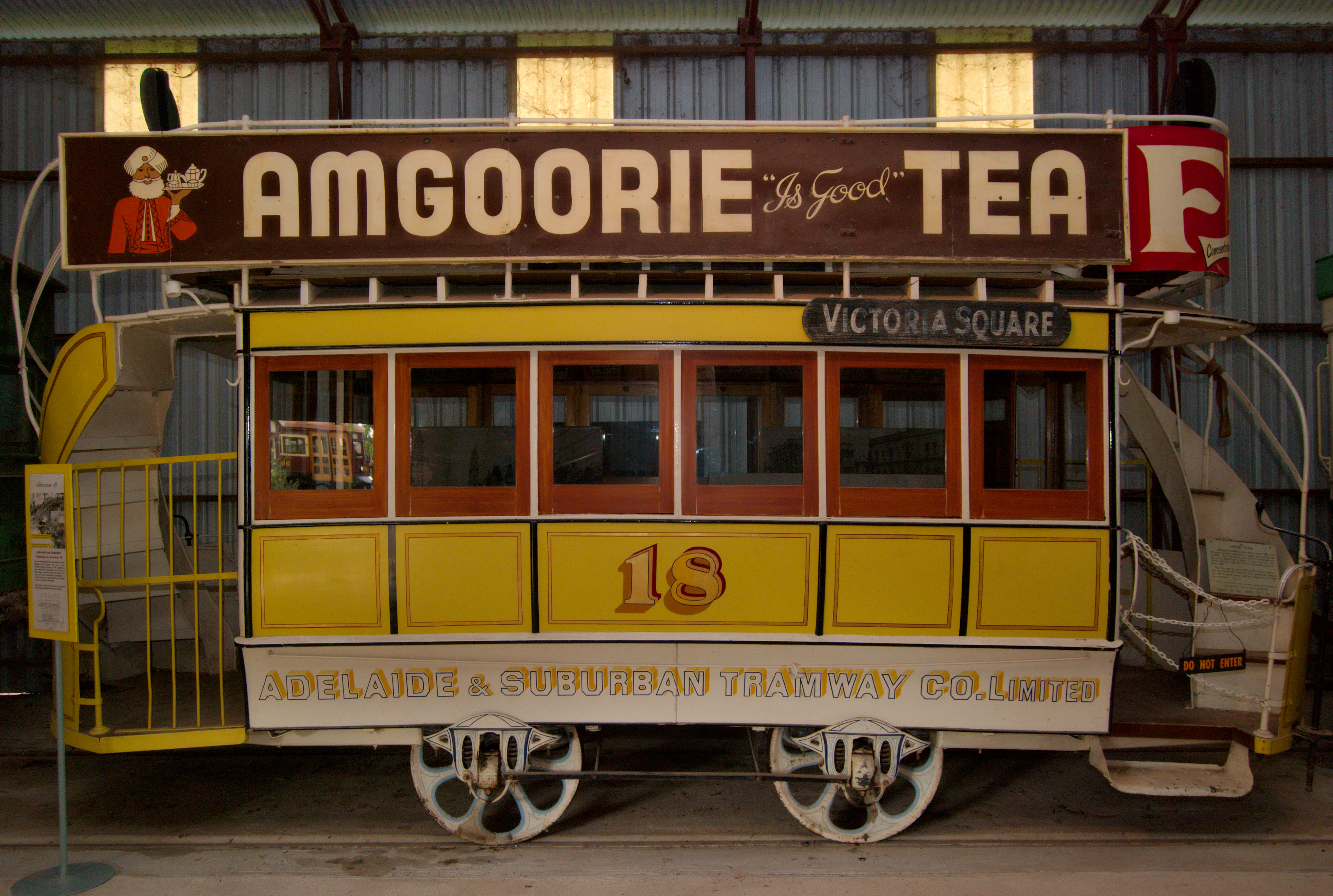
Dubbeldeks paardentram uit Adelaide in Australië
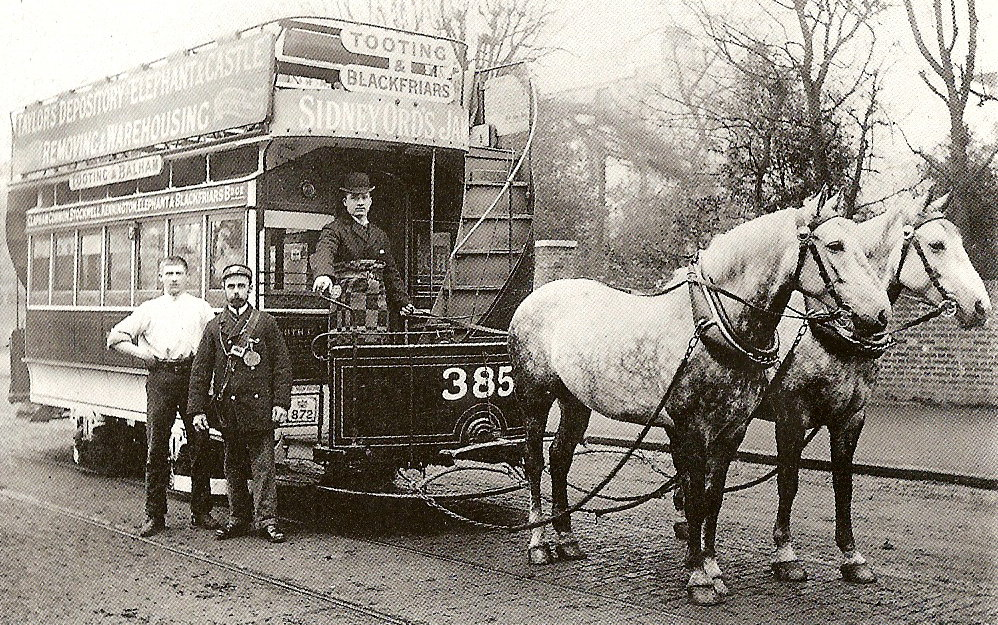
Paardentram in Londen
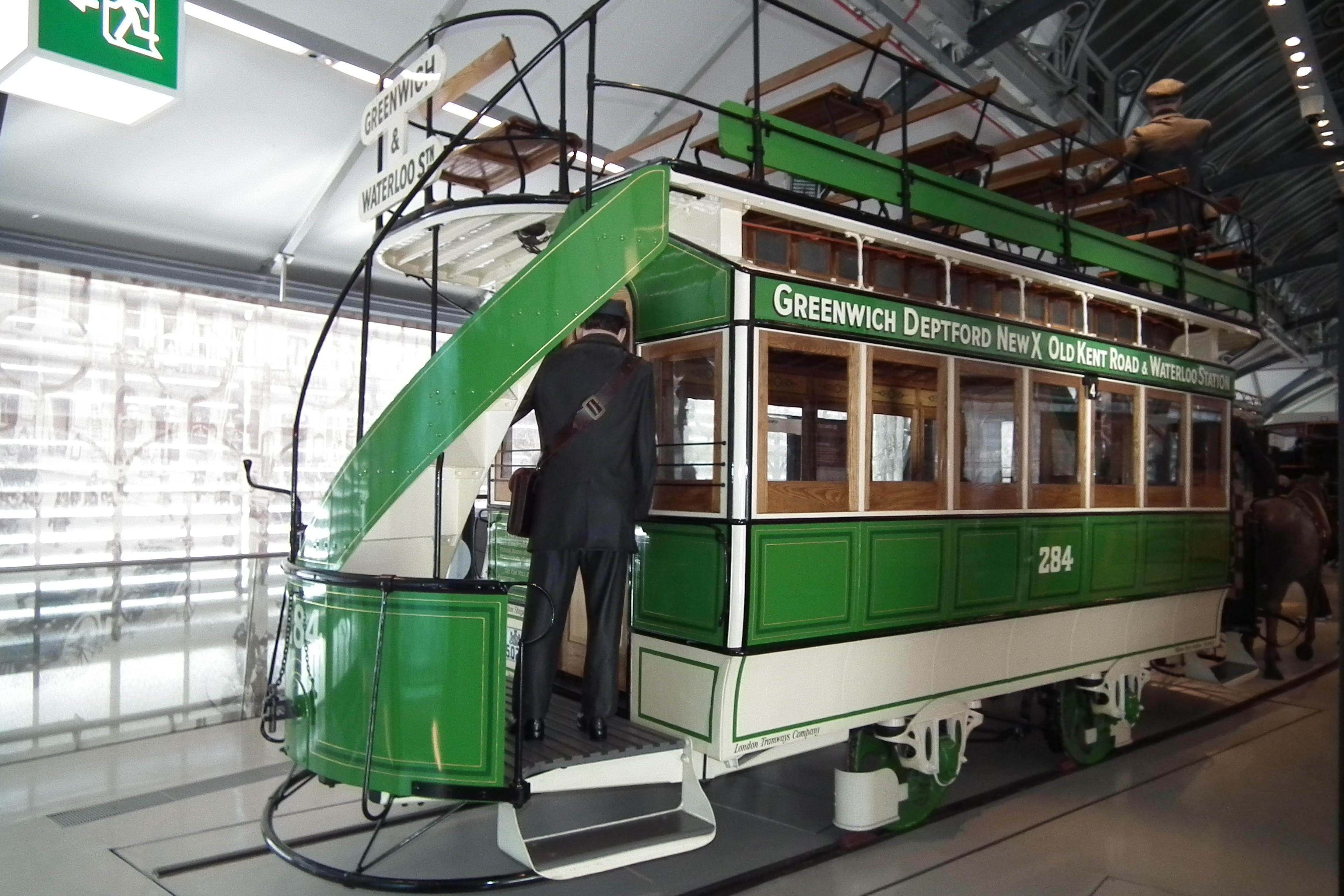
Dubbeldeks paardentram in het London Transport Museum
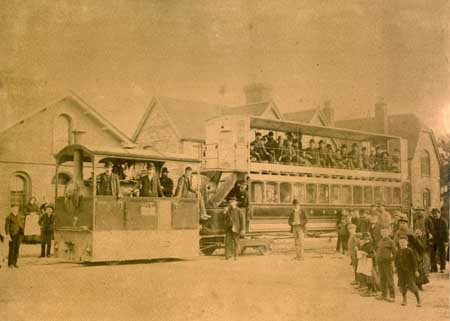
Dubbeldekstram met een stoomlocomotief er voor
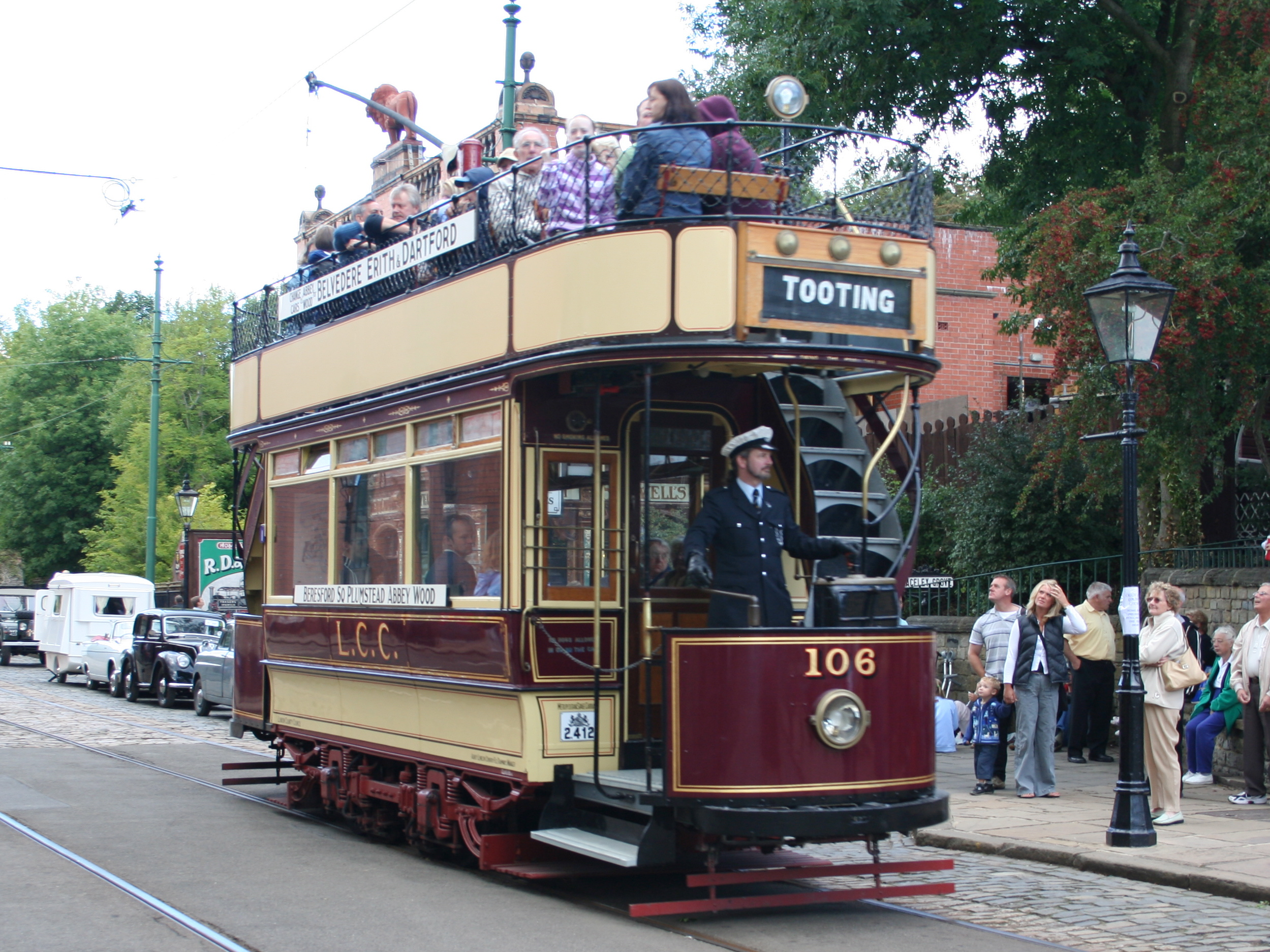
Oude elektrische dubbeldekstram in Londen
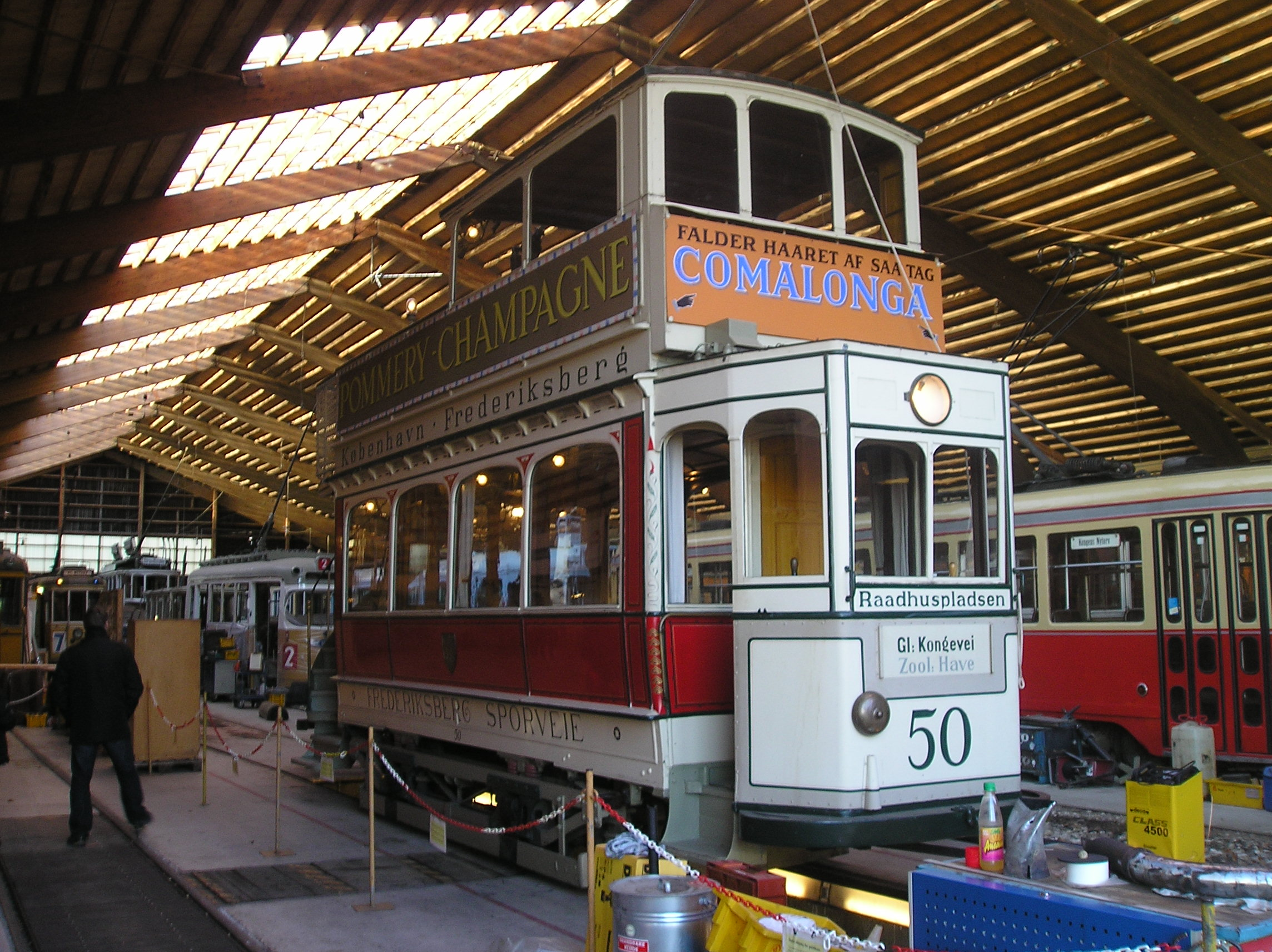
Museumtram in het Deense Sporvejsmuseet Skjoldenæsholm
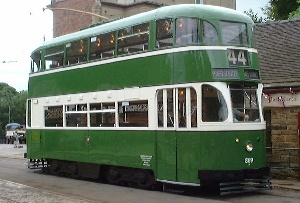
Tram gebouwd in 1936 voor de tram in Liverpool, National Tramway Museum
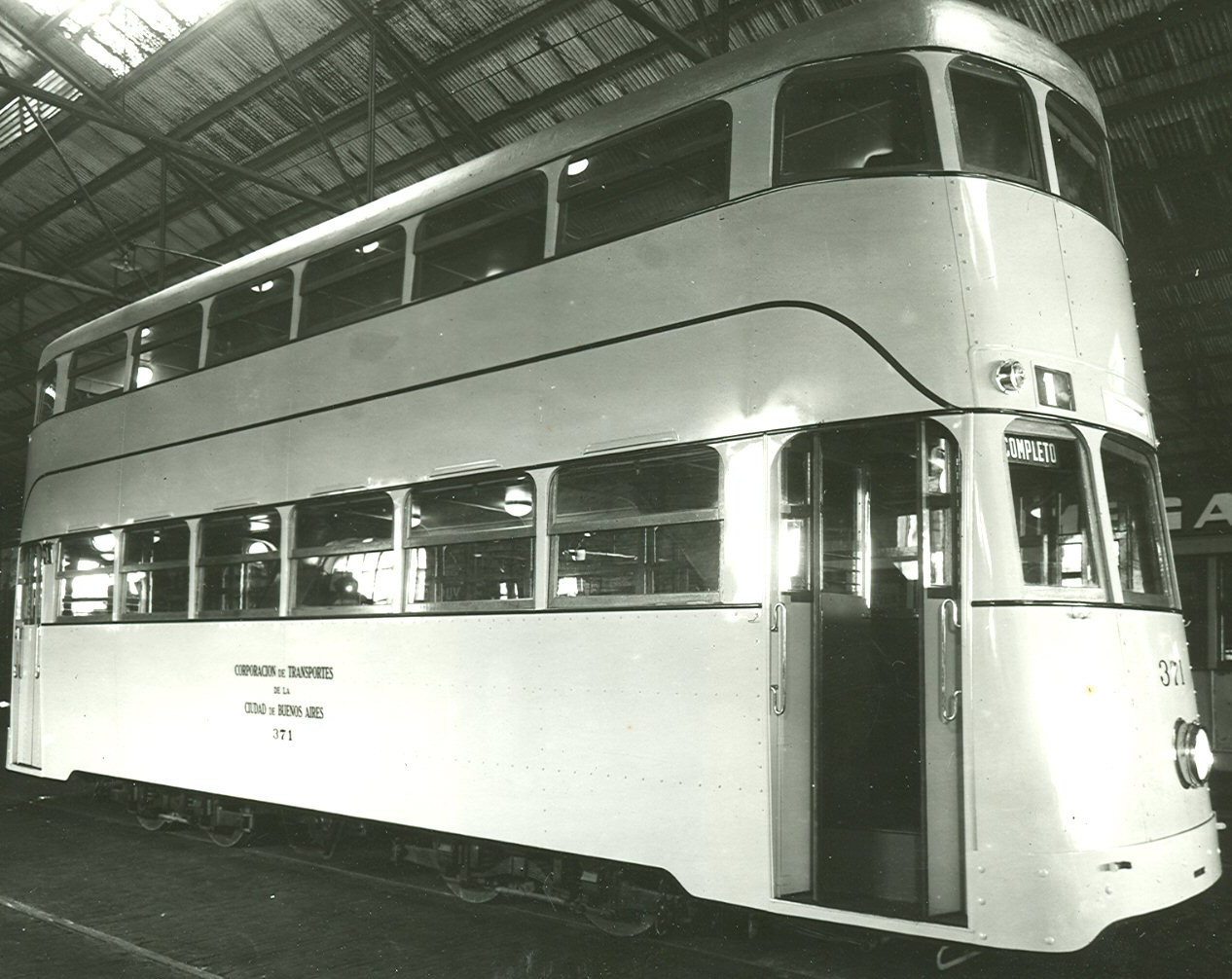
Argentijnse tram uit 1942